# Pensaukee
Pensaukee – miasto w Stanach Zjednoczonych, w stanie Wisconsin, w hrabstwie Oconto.